# Minako Aino
Minako Aino (愛野 美奈子 Aino Minako?, llamada "Mina" en Hispanoamérica y en Estados Unidos, y "Carola" en España), alias Sailor Venus (セーラーヴィーナス Sērā Vīnasu?) o Sailor V (セーラー V  Sera V?), es uno de los personajes de la serie de anime y manga Sailor Moon así como también de su precuela, Codename: Sailor V. Ella es una estudiante de secundaria que tiene el poder de transformarse en una Sailor Senshi llamada "Sailor Venus", una de las Sailor Senshi del Sistema Solar que actúa como líder de Jure del grupo de las Sailor Senshi del Sistema Solar Interno; quienes han protegido a la protagonista Sailor Moon desde los tiempos del Reino de la Luna hasta el presente. 
Cuando Minako Aino conoce a Usagi Tsukino, quien se dedica a combatir el mal como la heroína epónima de Sailor Moon, la propia Minako ya ha estado desempeñándose también como otra misteriosa justiciera, con el alias de "Sailor V". Una vez que Sailor V se une al equipo de Sailor Moon, sin embargo, adopta el nombre de batalla de "Sailor Venus". Conforme avanza la serie, se descubre que la razón por la que Minako puede transformarse de esta forma es porque ella es en realidad la reencarnación de Sailor Venus, una guerrera del tipo Sailor Senshi que provenía del planeta Venus y protegía a la princesa de un antiguo reino llamado el Milenio de Plata en su vida pasada. Por otra parte, mientras que en el manga y el anime ella es solo retratada como una adolescente que sueña con convertirse en una cantante famosa, en la versión de serie en imagen real, en contraste, su personaje fue rediseñado para ser ya (desde el principio) una joven celebridad.
El personaje de Minako es presentado por primera vez en la precuela, el manga de Codename: Sailor V, donde actúa como la protagonista de la misma. En dicha historia se cuentan los orígenes de Minako como "Sailor V" y sus primeras aventuras con su inseparable compañero, el gato Artemis. La trama de Sailor V es compatible en general con la serie de Sailor Moon, más reciente; pero generalmente se consideran a ambas historias por separado. Más tarde, Minako fue coprotagonista junto a Rei Hino (Sailor Mars) en una historia corta incluida en el manga de Sailor Moon, titulada "La batalla escolar de Rei y de Minako" (受験戦争編　第３詰 レイと美奈子の女子高バトル Juken Sensou Hen Dai 3 Wa Rei to Minako no Joshikou Batoru?).

## Perfil
Minako Aino aparece como una adolescente de largo cabello rubio adornado con un moño rojo, quien adquiere el poder de transformarse en una superheroína; primero con el nombre de "Sailor V" y después como Sailor Venus, "la guerrera del Amor y la Belleza". Es presentada por primera vez en el manga de Codename: Sailor V; donde tiene trece años cuando conoce a Artemis, un misterioso gato parlante de quien recibe un bolígrafo mágico con el cual convertirse en Sailor V, "una bella justiciera con traje de marinero". Más adelante, teniendo ya alrededor de catorce años, y tras haber descubierto su identidad como Sailor Venus, el personaje aparece también en la primera temporada de Sailor Moon; donde conoce a Usagi Tsukino y, a partir de entonces, se convierte en un miembro permanente de su equipo.
| Datos extra sobre Minako |                         |
| Nombre real (japonés)    | Minako Aino             |
| Nombre español           | Carola Aino             |
| Nombre latinoamericano   | Mina Aíno               |
| Nombre estadounidense    | Mina Aíno               |
| Fecha de nacimiento      | 22 de octubre           |
| Horóscopo                | Libra                   |
| Tipo de sangre           | B                       |
| Color favorito           | Amarillo y rojo         |
| Comida favorita          | Curry                   |
| Comida que odia          | Champiñón               |
| Pasatiempo               | Ser fan de idols        |
| Materia favorita         | Educación física        |
| Materia que odia         | Matemática e Inglés     |
| Habilidad especial       | Divertirse              |
| Le teme a                | Su madre, los policías. |
| Sueño por cumplir        | Convertirse en una idol |

Minako es retratada como una muchacha vivaz, carismática, romántica y resiliente; asidua practicante del voleibol y con una sobresaliente destreza atlética (a pesar de su ocasional torpeza), quien también sueña con convertirse en una idol y tiene una cierta afición por las tendencias y las figuras del mundo de la música y la cultura pop.  En ambas historias, ella se muestra muy versátil; siendo capaz también capaz de actuar de manera bastante autónoma y eficaz como Sailor Senshi. Al principio de su aparición en Sailor V, se la retrata como una chiquilla un tanto inquieta; quien es regañada por su madre a causa de su mala costumbre de trepar una valla para entrar a su propia casa (sólo para evitarse la molestia de hacer el camino más largo hasta la puerta del frente). No les teme a los abusones y, en la escuela, algunos de sus compañeros se ríen de ella por conducirse de manera intrépida y "poco femenina". Pero más adelante, como resultado de sus pasadas batallas como Sailor V, cuando conoce por primera vez a Sailor Moon, Mars, Mercury y Jupiter, ella brevemente adopta una actitud un tanto más seria y enfocada en su misión de derrotar al Reino Oscuro; la cual se deriva de su experiencia de haber combatido constantemente a la Dark Agency, habiendo incluso viajado para combatir a los secuaces de ese malévolo grupo en distintas partes del mundo (Grecia y China en el manga de Codename: Sailor V; Londres en la primera serie animada). Al inicio de casi todas las versiones, además, Minako (o Sailor Venus) parece ser la integrante del equipo que más recuerdos posee de la existencia previa que todas ellas compartieron en el primer Milenio de Plata, y ya conoce las identidades de las otras Sailor Senshi (puesto que hasta ese momento, ella y Artemis se habían ocupado de guiar y darles instrucciones a las demás de manera secreta, a través de Luna). Aun así, a medida que pasa más tiempo con las otras justicieras en su tiempo libre, poco a poco les empieza a revelar su verdadera personalidad optimista, alegre y extremadamente atolondrada.
Similar en algunos sentidos a la propia Usagi (aunque mucho más atlética, asertiva y desenfadada; sobre todo en la precuela y en el manga, donde tiene un rol más protagónico que en las adaptaciones animadas), Minako se destaca por su constante actitud positiva al igual que por sus dotes para dramatizar e incluso fingir a voluntad, para salir de cualquier dificultad. A partir del episodio 37 en el primer anime, ya se la ve dispuesta a seguir a Usagi y a las demás a todo tipo de disparatadas aventuras adolescentes; como también se muestran sus intereses lúdicos más allá de sus estrictas labores como Sailor Senshi. Algunas de las grandes aficiones de Minako en su vida corriente, por ejemplo, son el citado voleibol y el J-pop. Como admiradora de numerosos jóvenes idols, tiene como pasatiempo el ir a verlos a sus eventos, así como también el asistir a audiciones de actuación, baile y canto cuando tiene la oportunidad. En el anime de los años 90, sus dotes y talentos para ese deporte y para la vocación de idol llegan al punto de que ella, en ocasiones, incluso llega a preguntarse cómo sería dejar de ser una Sailor Senshi para dedicarse a alguno de los dos a tiempo completo; o de manera profesional (una posibilidad que sólo se vio explorada en un episodio especial de la serie en imagen real). En cambio, en las versiones del manga, de la serie de acción real, en Crystal, en Eternal y en Cosmos (a diferencia de como ocurre en la serie de los años 90), sus dilemas para hallar un equilibrio entre ambas partes de su doble vida por lo general se presentan de una forma un poco más madura; especialmente en aquellos episodios dedicados a desarrollar sus responsabilidades como líder de las justicieras del Sistema Solar Interno. Sin embargo, en todas las versiones y con el correr de los capítulos, siempre se revela al final que su verdadera pasión y lealtad están siempre dedicadas a sus amigas y compañeras de equipo; a cuyo lado se da a entender que ella desea permanecer, para resolver todos los problemas e inquietudes que se presenten.
Durante las tres primeras temporadas de Sailor Moon, Minako asiste a la escuela Shiba Kōen (una escuela diferente a la de la protagonista y  las otras Sailor Senshi); hasta que logra transferirse a la misma que ellas, Azabu Jūban, en la cuarta temporada; para asistir a la misma clase que Usagi, Ami, y Makoto. Entretanto, Artemis vive en su casa y continúa siendo su fiel compañero más cercano. Ambos viven junto a los padres de Minako, quienes ignoran todo respecto a la doble vida de su hija como Sailor Senshi. Aunque las referencias a su vida familiar son escasas en la obra de Sailor Moon, en Codename: Sailor V se muestra a los padres de Minako como ligeramente similares a los padres de Usagi; algo que surgió como consecuencia de que ambos pares de progenitores hubieran sido creados basándose en la familia de la autora Naoko Takeuchi. Si bien sus notas por lo general suelen ser tan malas como las de Usagi, se cuenta que la materia escolar preferida de Minako es la de Educación física, mientras que las que menos le gustan son las de Matemática e Inglés (aunque en el primer anime, como consecuencia de haber vivido unos meses en Londres, demuestra una competencia en este idioma incluso superior a la de Ami Mizuno).
Al ser identificada como la encarnación de la diosa Venus, el personaje con frecuencia se ve asociado, de diferentes maneras, a la temática de la belleza. Esta circunstancia lleva a Minako a sentir una leve admiración por un tipo ideal de mujer bella y refinada; el cual se sugiere que ella fácilmente puede alcanzar en lo que respecta al atractivo físico así como también a su gran encanto y carisma, aunque no tanto en cuanto a su efervescente y torpe forma habitual de comportarse. Por otra parte, al ser el alter ego de Sailor Venus, la "Sailor Senshi del Amor", ella con frecuencia toma este rol de manera literal; anhelando mostrar su conocimiento intuitivo de esa emoción al compartir con amigos y conocidos sus opiniones y consejos para una satisfactoria vida sentimental. A pesar de su pretendida sabiduría en el tema, aun así, la propia Minako tiene muy poca experiencia en el amor y en las relaciones de pareja; pero se la caracteriza como una de las más enamoradizas, así como una de las más ingenuamente entusiastas en la detección de posibles "señales" para el potencial desarrollo de algún romance. Por esta razón, acaba por tener numerosos "flechazos" (pasajeros, no correspondidos o escasamente desarrollados) a lo largo de toda la serie; especialmente en la precuela y en el anime de los años 90. Algunos de estos fueron Kaitou Ace (en Codename: Sailor V), Kunzite (en Sailor Moon Crystal), Haruka Ten'ō (en Sailor Moon S y en la temporada 3 de Sailor Moon Crystal), Ojo de Tigre y Ojo de Halcón (en Sailor Moon SuperS) y Yaten Kou (en Sailor Moon Sailor Stars).

## Historia

### EnCodename: Sailor V

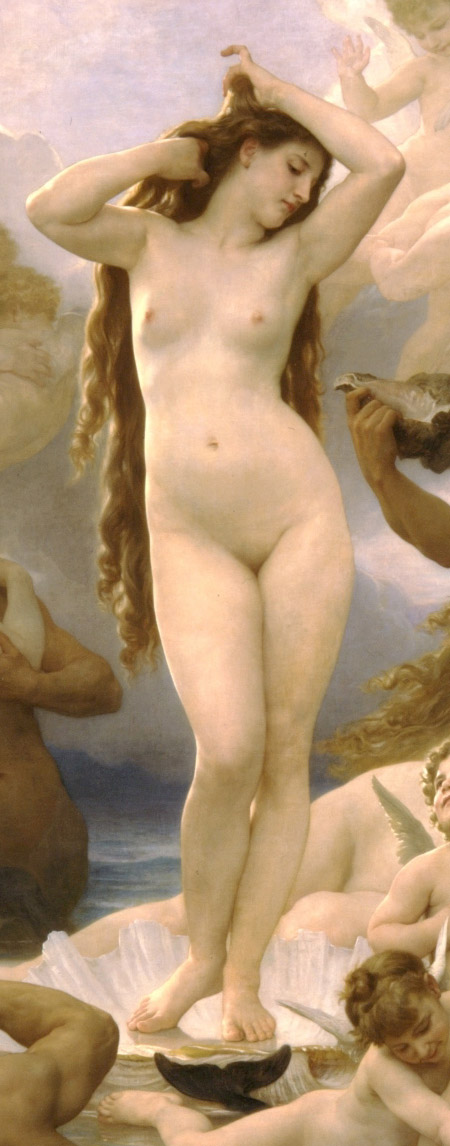
Imagen por William-Adolphe Bouguereau del nacimiento de Venus, quien se destacaba en la mitología romana como la diosa del amor y la belleza. A Minako, alias Sailor V o Sailor Venus, se le conoce como "la guerrera de la belleza".

Varios de los detalles de la historia de los inicios de Minako Aino (que combinaban elementos del género típico de la "chica mágica" con los del superhéroe) fueron la inspiración para crear, posteriormente, el universo ficticio de Sailor Moon. De manera casi idéntica a como le ocurre a Usagi (la protagonista de esta segunda historia), Minako Aino también conoce un día a un misterioso gato parlante (Artemis); quien le informa que ella está predestinada a convertirse en una justiciera para luchar contra el mal. Artemis le revela a Minako que ella es la reencarnación de la diosa de la belleza. Después le muestra a Minako, por primera vez, una visión del castillo Magellan; que le pertenece a ella y que se encuentra en la órbita alrededor del planeta Venus (el cual fue su planeta natal en su vida pasada). Él es quien le proporciona, además, un sofisticado bolígrafo y una especie de polvera mágica en forma de luna creciente; con los cuales ella puede transformarse instantáneamente en la superheroína "Sailor V" y conjurar ataques mágicos para combatir mientras cumple con su misión. A partir de entonces, y (al principio) sin cuestionar excesivamente los detalles insólitos ni el carácter fantástico de todo el asunto, ella debe enfrentarse a una secreta organización de villanos dotados de poderes sobrenaturales, la Dark Agency. Este malévolo grupo tiene como objetivo robar la energía de las personas. Entre sus miembros están supuestos jóvenes idols como Pandora y su hermana menor, Petit Pandora; así como también individuos que fingen ser personas ordinarias, como Narciso (quien se disfrazó como "Higashi", un compañero de escuela de Minako del cual ella estuvo brevemente enamorada).
Aquí, ella se rodea de muchos personajes comunes y corrientes, que a su vez fueron la base para crear a otros personajes secundarios similares en la saga de Sailor Moon; entre ellos, un compañero de clases que recuerda a Umino Gurio (un chico de la escuela de Usagi), al igual que otros que la seguirían también a la secuela (como por ejemplo Motoki, el muchacho del salón de videojuegos, además del propio Artemis), e incluso un misterioso héroe enmascarado que tenía ciertas similitudes con Tuxedo Mask, Kaitou Ace.
El bolígrafo que Minako recibe de Artemis (y que usa para transformarse en Sailor V) le sirve además para comunicarse con una persona desconocida a quien ambos conocen como el "Jefe". Su polvera o compacto en forma de luna creciente también sirve para revelar la verdadera forma de los enemigos y para disfrazarse de varias maneras; de la misma manera que lo haría "Sailor Moon" posteriormente. Otros accesorios que aparecieron brevemente fueron una espada de samurái que usó una sola vez y por último un micrófono que usó para atacar a un enemigo, con el cual amplificaba las ondas de sonido que ella emitía.
Durante el manga, Minako se cruza en diversas ocasiones, sin saberlo, con las cuatro jóvenes que fueron sus amigas en una olvidada existencia previa, y quienes serán también, después, sus nuevas compañeras de equipo. Durante el capítulo 5, casi se tropieza con la futura "Sailor Moon", Usagi Tsukino, cuando va entrando al centro de videojuegos. En el capítulo 6, vuelve a pasar caminando cerca de Usagi y la amiga de ésta, Naru, así como también cerca de Rei Hino (Sailor Mars). En el capítulo 14, antes de partir en un viaje al extranjero, pasa caminando junto a Amy Mizuno (Sailor Mercury) (que está despidiendo a su madre en el aeropuerto), y después junto a Makoto Kino (Sailor Júpiter) en el metro en el capítulo 15, una vez que Minako regresa a Tokio. Si bien aún no las reconoce, Minako afirma sentir de alguna manera una extraña conexión. Al final del manga, finalmente (y gracias al líder de la Dark Agency, que en su propia vida pasada era un soldado del planeta Venus), recupera la memoria de todo lo vivido en el antiguo Milenio de plata, en los tiempos de su antigua identidad como Sailor Venus. Después de derrotar a los enemigos, ella decide buscar a las otras Sailor Senshi del Milenio de Plata, así como también a la reencarnada princesa a quien todas ellas deben proteger. También decide trabajar con la policía de Tokio, ya que la superintendente es una gran admiradora suya (y al descubrir su identidad le pide que la ayude); pero Minako, de manera cómica, dice que solo lo hace para conseguir dinero.

### EnSailor Moon

#### En el anime y el manga

Símbolo astronómico y astrológico del planeta Venus, en la serie aparece en los momentos en donde Minako se transforma.

Minako no hace su aparición en Sailor Moon sino hasta muy avanzada la primera temporada; siendo la última de las Sailor Senshi de dicha saga en aparecer. Antes de eso, Sailor Moon y sus demás compañeras (Sailor Mercury, Sailor Mars y Sailor Júpiter) solo habían escuchado el nombre de "Sailor V" y sabido de la existencia de esta otra famosa y misteriosa justiciera (su antecesora, y hasta entonces desconocida por ellas), a partir de los rumores y numerosas noticias que habían surgido al respecto en los distintos medios de comunicación. Su primer encuentro mutuo, sin embargo, ocurre algún tiempo después; cuando la propia "Sailor V" se da a conocer, al presentarse súbita e inesperadamente en escena, para salvar a Sailor Moon y a las otras de una trampa de Zoisite, uno de los cuatro Shitennō (quienes a su vez componen parte del grupo de villanos del Reino Oscuro). Después de que esto sucede, si bien Minako oficialmente abandona el nombre de "Sailor V" en la adaptación del anime de los 90, en el manga y en Crystal continúa utilizándolo temporalmente (junto con la falsa marca de la luna creciente en la frente), como una estrategia para confundir a los enemigos; manteniendo así, en secreto, la aunténtica identidad actual de la princesa de la luna protegida por las Sailor Senshi.
En última instancia, en todas las versiones, ella acaba por revelar su verdadera identidad como la última Sailor Senshi del Sistema Solar Interno, "Sailor Venus", y adopta definitivamente este alias para combatir, junto con las demás guerreras, cualquier nueva fuerza maligna que se presente. Más adelante, aunque en capítulos posteriores se hacen referencias a su antigua identidad como "Sailor V", la historia de este pasado que se ofrece en algunos flashbacks del anime de los años 90 difiere substancialmente de las aventuras que el personaje tenía en Codename wa Sailor V; debido a la completa omisión de la Dark Agency y a la introducción de dos personajes totalmente nuevos (que no parecían tener una relación con la anterior precuela). En esta adaptación, en contraste, se narra un inédito revés sentimental de sus días como "Sailor V", cuando tras un viaje a Londres ella accidentalmente fue parte de un triángulo amoroso con "Katarina" (una oficial de Interpol que se había hecho su aliada) y un joven llamado "Alan" (quien fue su amor no correspondido). En dicha trama, una devastada Minako habría decidido fingir su muerte para alejarse de ambos y regresar a Japón. Sin embargo, aunque vuelve a encontrarse con Katarina (quien ahora ha sido convertida en un youma por Kunzite, y obedece al Reino Oscuro), Sailor Moon la ayuda a rescatar a su amiga y a resolver los problemas entre las dos; con lo cual Sailor Venus consigue dejar atrás esa funesta experiencia para siempre. Aun así, si bien en la serie animada de los 90 Minako no vuelve a disfrazarse de Sailor V una vez que asume la identidad de "Sailor Venus" (a excepción de recuentos del pasado través de flashbacks), en el manga y en Sailor Moon Crystal ella vuelve a utilizar la polvera mágica y el traje de Sailor V al menos en dos ocasiones.
En la serie, por otra parte, se establece desde muy temprano que Minako y las demás guerreras del Sistema Solar Interno permanecerán siempre, y de manera voluntaria, al lado de Usagi; incluso en el lejano futuro del siglo 30 que visitan en la segunda temporada. Una vez que conocen a Chibiusa y a Sailor Pluto y corroboran que Sailor Venus, Mercury, Mars y Júpiter vivirán junto a la contraparte futura de ésta, la "Neo-Reina Serenity", en una utópica ciudad llamada Tokio de Cristal (o "Crystal Tokyo"); Minako y sus compañeras (al igual que las Sailor Senshi del Sistema Solar Externo) empiezan a concebir el luchar por la realización de tal futuro como su nueva meta, y como parte fundamental de su misión como justicieras y como Sailor Senshi. A partir de la segunda temporada del primer anime, sin embargo, el personaje de Minako se convertirá también en una especie de alivio cómico; participando de más diálogos hilarantes y situaciones divertidas, donde manifestará una personalidad análoga a la que muestra en las  historias cortas del manga (así como también en la precuela de Codename: Sailor V). Un ejemplo de ello es cuando, en la segunda temporada del anime de los años 90, (Sailor Moon R), Minako intenta cuidar de sus amigas que han contraído un fuerte resfriado; pero su habilidad para las tareas domésticas resulta tan torpe que no hace más que crear desastres en sus hogares. Cuando llega el turno de Usagi, Minako (junto con Chibiusa) convierte su casa en un caos, pero le demuestra un gran cariño al ser capaz de cuidar de ella por horas mientras ésta descansa en su cama. Durante la tercera temporada (Sailor Moon S), a su vez, Minako incluso llega a disfrazarse una vez como Sailor Moon para engañar a la villana Kaolinite, a donar mucha sangre solo para mostrar que tiene un "corazón puro" (y así poder captar la atención de su enemigo, el grupo de las malévolas Brujas 5), y a intentar seriamente de seguir su meta de convertirse en una idol. En la cuarta temporada (Sailor Moon SuperS), llega a decidir impulsivamente tratar de salir al mismo tiempo con dos muchachos que resultan ser dos miembros del Trío de amazonas (Ojo de Tigre y Ojo de Halcón), con lo cual se forma un divertido y breve triángulo amoroso.
En la trama central del manga, en contraste, una Minako igual de atolondrada, pero más decidida, es retratada de una forma más compenetrada con su rol como Sailor Senshi; puesto que este exige aquí, de manera explícita, un nivel de compromiso, responsabilidades y sacrificios mayores que los que se sugieren en el primer anime. Esto se ve en su comportamiento más adelante cuando, tras transferirse a la misma escuela que Usagi, Ami y Makoto, (sus compañeras justicieras "Sailor Moon", "Mercury" y "Júpiter"), reacciona de manera distinta (según las versiones) al conocer a los guapos miembros de su favorito grupo musical, "Three Lights": la actitud más bien cauta y recelosa que finalmente les demuestra, en el manga, contrasta significativamente con la simpatía persistente en su trato de la primera serie animada; puesto que solo en el manga se muestra que los numerosos intereses y amores platónicos de este personaje son (en última instancia) menos importantes para Minako (o Sailor Venus) que su ferviente lealtad hacia Sailor Moon, y a la misión de combatir el mal.

#### Serie de acción real
En Pretty Guardian Sailor Moon, Minako ya es una cantante famosa; con una gran cantidad de admiradores (entre ellos la propia Usagi Tsukino). Tiene una doble vida mucho más ocupada, como una joven cantante profesional (quien secretamente sufre una enfermedad terminal) y como la heroína "Sailor V". Contrario a lo visto en el manga y anime, en la serie de imagen real Minako es una persona profundamente solemne y rara vez sonríe. Además de las complicaciones de su enfermedad sin nombre (por la cual los médicos le dan solo seis meses de vida), su temor a que la tragedia del Reino de la Luna pueda llegar a repetirse hace que vea a la misión de las Sailor Senshi como su mayor prioridad, ante la cual todo lo demás (incluida su vida actual) es mucho menos importante. Sin embargo, con el correr de los capítulos se pone en evidencia que realmente disfruta de cantar como solista; así como un lado entre travieso y gentil que se revela tan solo por momentos (especialmente en su relación con Artemis, Usagi y Rei). 
Cuando conoce por primera vez a Sailor Moon y a las demás justicieras (las Sailor Senshi del Sistema Solar Interno), se presenta ante ellas primero como "Sailor V", y luego bajo el falso alias de la "Princesa Sailor Venus" (una especie de "doble de riesgo" de la princesa de las Sailor Senshi); sin ninguna intención de revelarles su identidad secreta de Minako Aino, para que ellas no tengan que llorar su pérdida cuando su enfermedad la lleve a la muerte. Sin embargo, después de que una de ellas, Rei Hino (alias "Sailor Mars"), descubre quién es en realidad, Minako decide confiar en ella y ayudarle a mejorar sus habilidades para luchar. En el capítulo 23, incluso convence a una recelosa Rei de actuar también como una idol, temporalmente, haciendo un pequeño número musical como la cantante "Reiko Mars".
Con el tiempo, Minako finalmente le cuenta a Rei toda la verdad sobre su enfermedad. Aun así, durante el transcurso de la serie ella se muestra tan obsesionada por su vida pasada en el Reino de la Luna, que empieza a descuidar su salud y a pensar en dejar de cantar para dedicarse exclusivamente a su labor como justiciera. Preocupada, Rei vuelve a aparecer como "Reiko Mars", para presentarse como una cantante rival y retar a Minako a demostrar su destreza real como artista; con el fin de animarla a no dejar de hacer lo que ella ama solo porque es una Sailor Senshi. Más tarde, cuando ambas son invitadas a un concurso televisivo, compiten una contra la otra como líderes de dos bandos de contrincantes: del lado de Minako están Usagi y Luna (en forma humana) y en el lado de Rei están Makoto y Ami. Luego de que el certamen termina en un empate, las seis cobran conciencia de que el evento les ha servido para volverlas más unidas.
Una vez que las otras Sailor Senshi se enteran de la situación de Minako, además, su gestos de comprensión y de apoyo la animan a despertar su verdadero poder como justiciera, así como a seguir luchando por tratar de curar su enfermedad. Tras decidir someterse a una operación, lamentablemente, acaba perdiendo la vida, y su muerte afecta mucho a Rei así como al resto de sus amigas. Su recuerdo aun así sirve para unir más a las otras Sailor Senshi, quienes al ver el planeta a punto de caer en manos del Reino Oscuro se deciden a terminar con su misión y derrotar al enemigo para siempre. Tras la derrota de los villanos, la princesa usa el poder del Cristal de Plata para regresar a la Tierra a la normalidad, lo cual inesperadamente revive también a Minako. Ésta ahora es libre de seguir sus sueños como idol mientras conserva la amistad de las otras Sailor Senshi.

## Creación y desarrollo

Imagen del nacimiento de Venus de Sandro Botticelli. Venus era en la mitología romana la diosa del amor y la belleza. En Codename wa Sailor V, Artemis el gato le dice a Minako que ella es su reencarnación.

En su cruce de la obra de Codename wa Sailor V a la de Sailor Moon, el perfil del personaje de Minako no resultó modificado de forma substancial. De hecho, la creadora Naoko Takeuchi expresó que el concepto de Minako apenas ha cambiado en absoluto desde el primer momento en que lo creó. Esto se debió, en parte, a que si bien la revista que publicaba el manga de Sailor V, Run-Run, había tenido la intención de producir un OVA basado en el personaje; ésta fue a la bancarrota antes de que el proyecto pudiera realizarse (cuando apenas se habían terminado las primeras celdas de animación). Por esta razón, la autora finalmente tuvo que conformarse con que la historia de Minako pasara a segundo plano, y que el personaje quedara simplemente relegado al rol secundario que tenía como una de las amigas de la protagonista de su siguiente obra, Sailor Moon; a diferencia de los planes que originalmente había tenido Takeuchi.
Sin embargo, la autora decidió que el personaje obtendría indefectiblemente un nuevo uniforme, una vez que asumiera su rol como la quinta justiciera en el equipo de Sailor Moon, "Sailor Venus", y éste pasó por muchos cambios preliminares antes de decantarse en el que usó finalmente en la publicación. Al principio, Takeuchi consideró que cada una de las Sailor Senshi tendría un traje totalmente único, y el de Venus se inspiró en gran medida en el que ella solía vestir como "Sailor V". Este primer uniforme prototípico era principalmente de color azul marino, con el distintivo color naranja utilizado solo para la cinta del pecho (que no iba en forma de moño), e incluía varios accesorios con el símbolo de la luna creciente, piezas de armadura blanca prominentes, una franja roja en los guantes y una sección blanca con una línea roja en el borde de la pollera. El clásico moño rojo de su cabello y su máscara de Sailor V se conservarían. Más tarde, Takeuchi se sorprendió al reencontrarse con estos bocetos iniciales y declaró que ella no se acordaba de dibujarlos.

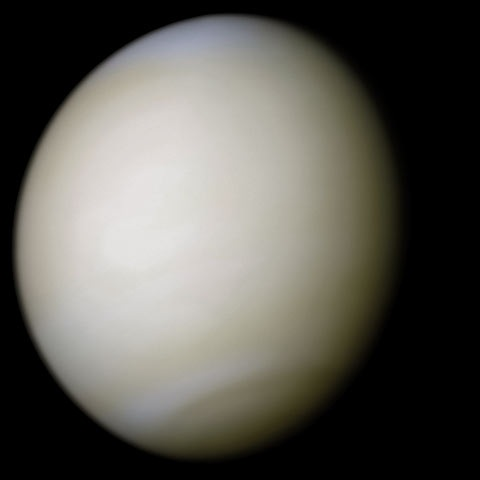
Venus es el segundo planeta del Sistema Solar. En Sailor Moon y Codename: Sailor V, es el planeta protector de Minako.

Ciertos detalles del carácter de Minako fueron elegidos simbólicamente. Por ejemplo, su signo del zodiaco occidental es el de Libra, que en la astrología corresponde al planeta Venus. En referencia a una creencia popular japonesa, su tipo de sangre se da como B; el cual supuestamente indica optimismo y un espíritu aventurero, aunque con una faceta algo impulsiva y descuidada. Como el personaje era originalmente el producto de una creación suya anterior, el cual tuvo que ser  "trasplantado" por Takeuchi a su siguiente obra, su nombre aún conserva peculiares diferencias con respecto a aquellos que la autora utilizó para todo el resto. Una de esas peculiaridades consiste, por ejemplo, en que el nombre de pila de Minako es el único entre los nombres de casi todos los personajes que nunca ha aparecido escrito en hiragana; sino casi únicamente por medio de kanji. Los kanji en su nombre completo se traducen como "amor" (爱 ai?), "campo" (野 no?), "belleza" (美 mi?), "Qué" o "cómo" (奈 na?), y "niño" (子 ko?). Este nombre completo está estructurado como un juego de palabras, en la que la sílaba "no" indica un posesivo (por lo que su nombre también se puede entender como "Minako del Amor"). A diferencia de Sailor Moon y las demás Sailor Senshi, además, su apellido no comienza con el mismo kanji del planeta que ella representa; el kanji de "oro" o "metal" (金 kane?) en el nombre japonés del planeta Venus (金星 Kinsei?). Sin embargo, como aquellos, consiste también en una alusión a su cuerpo celeste por medio del principal atributo de la figura mitológica a la cual debe su nombre: Venus, la diosa romana del amor. Los caracteres de su nombre de pila pueden también leerse alternativamente (con una lectura no convencional, pero existente) como Binasu, una aproximada transliteración japonesa de la pronunciación inglesa para la palabra latina, "Venus".

## Apariencia y formas
Al ser un personaje con varias reencarnaciones, poderes especiales y transformaciones entre el antiguo Milenio de Plata y el siglo 30, Minako adopta distintos aspectos, formas e identidades como "Sailor V", "Sailor Venus" y "Princesa Venus", entre otros.
| Primeras apariciones |         |         |             |          |
| Forma                | Manga   | Anime   | Imagen real | Sailor V |
| Sailor V             | Acto 1  | Ep. 33  | Act 1       | Vol. 1   |
| Minako Aino          | Acto 8  | Ep. 33  | Act 1       | Vol. 1   |
| Sailor Venus         | Acto 8  | Ep. 33  | Act 12      | Vol. 15  |
| Super Sailor Venus   | Acto 39 | Ep. 143 | --          | --       |
| Princess Venus       | Acto 41 | --      | --          | --       |
| Tercera forma Senshi | Acto 42 | --      | --          | --       |

### Sailor Venus
La identidad primaria de Sailor Senshi de Minako es como "Sailor Venus". Sailor Venus es una de las Sailor Senshi del Sistema Solar y una de las ocho guerreras que siguen a Sailor Moon, la protagonista. También es la líder de las cuatro guerreras del Sistema Solar Interno, justicieras cuya misión ha sido proteger a Sailor Moon desde los tiempos de su vida pasada en el antiguo Milenio de Plata. Al igual que sus compañeras justicieras, Sailor Venus también combate el mal por medio de una facultad mística conectada con un planeta o astro específico, y usa un uniforme similar a un sailor fuku. Este último se destaca del uniforme de las otras guerreras por el color azul marino en el moño del pecho y por la predominancia del color naranja (el cual está presente en el collar de marinero, en la pollera y en sus tacones con correa así como también en la gargantilla y en los bordes de los codos de sus guantes blancos). Sailor Venus además usa un distintivo moño rojo encima de su largo cabello rubio, el cual casi siempre lleva también cuando no está disfrazada de justiciera (solo en la serie en imagen real, en cambio, este moño aparece solo cuando está en una de sus formas de Senshi, y tiene una joya en el centro). 
A lo largo de la serie, Sailor Venus recibe los títulos de "guerrera del Amor y la Belleza" o "Soldado del Amor y la Esperanza", cuyo planeta guardián es el planeta Venus. A diferencia de como ocurre con varias de las demás Sailor Senshi, las habilidades especiales de Sailor Venus no siempre se derivan conceptualmente del elemento natural asociado al nombre japonés de su planeta; el cual es "Kinsei" (金星 Kinsei?, estrella de oro), con el kanji de "oro" o "metal" (金 kane?). Pero aunque sus técnicas de ataque indefectiblemente aluden al concepto del amor romántico (como una referencia a la diosa romana del amor, Venus); el concepto del metal en el nombre del planeta Venus en idioma japonés está representado en algunas de ellas, así como también en una de las armas de combate más usuales de esta guerrera: una "cadena" (チェーン chēn?, gairaigo del inglés chain) alrededor de su cintura; la cual retira y utiliza a su vez para lanzar ataques de energía, o bien como un látigo o como una espada. Solo en la versión el manga, esta cadena es finalmente reemplazada por el propio "látigo del amor" (愛のムチ Ai no muchi?), un arma con el aspecto de una cadena de rosas, una vez que Sailor Venus adquiere el poder de su Cristal Sailor (en la cuarta temporada).
Por otra parte, aunque Sailor Venus también tiene al principio algunos ataques cuyos nombres aluden al motivo de la "luna creciente", estos últimos son principalmente un vestigio de su pasado como "doble de señuelo" de la princesa de la luna, en su días como "Sailor V".
A medida que se hace más fuerte, Sailor Venus gana poderes adicionales, y en algunos puntos clave de la trama su uniforme cambia para reflejar esto. El primer gran cambio se lleva a cabo en la cuarta temporada del manga, cuando obtiene el Cristal de Venus y su traje se convierte en uno similar al de Súper Sailor Moon. Un evento similar ocurre en los episodios 143 y 154 del primer anime, donde sí se le da el nombre de "Súper Sailor Venus". Una tercera forma aparece, para terminar, solo en el acto 42 del manga, donde obtiene también un traje similar al de Eternal Sailor Moon (pero sin el detalle de las alas).

#### En el Milenio de Plata

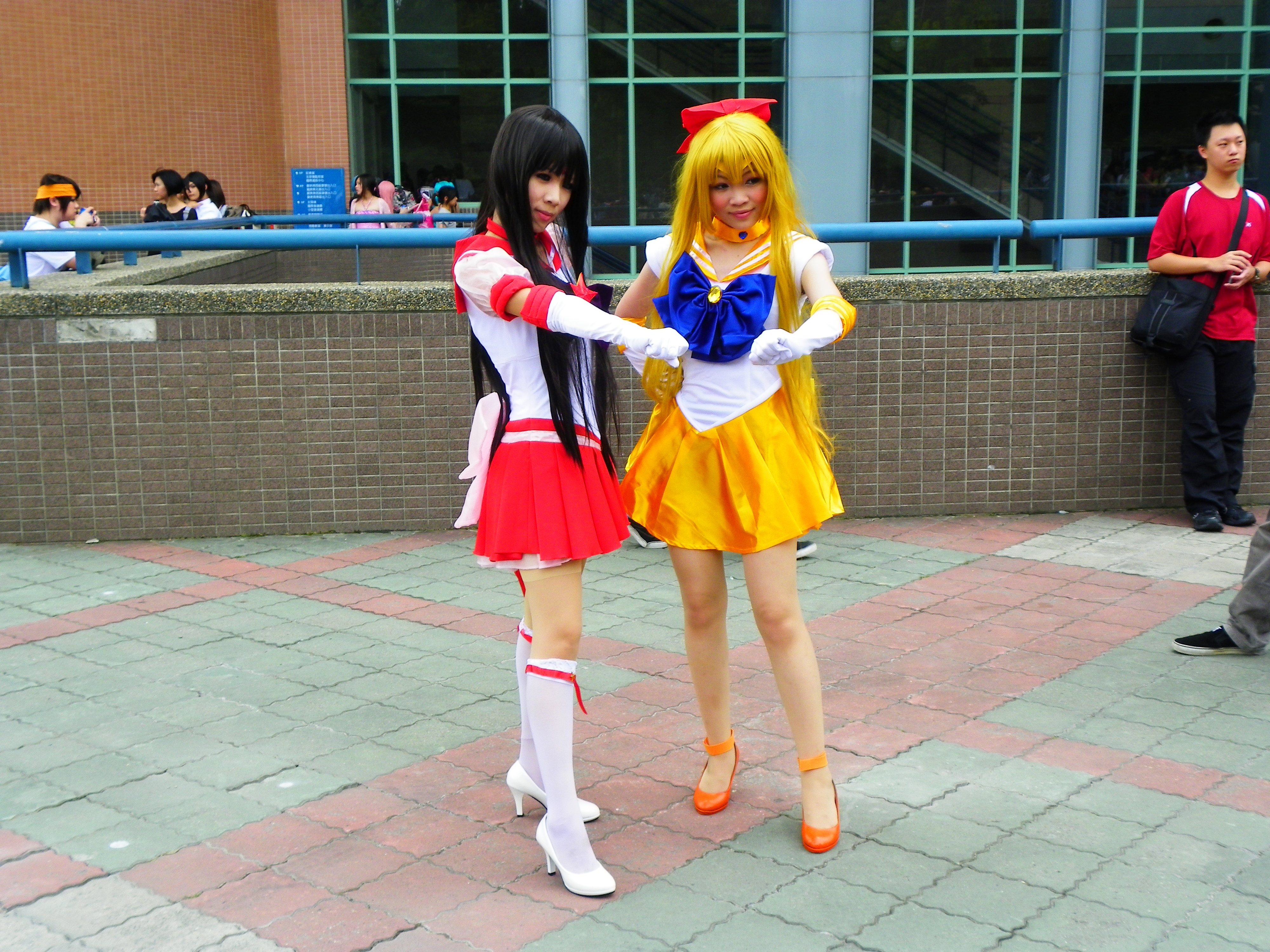
imagen de unas Cosplayers interpretando a Sailor Mars y Sailor Venus.

Minako es, como el resto de las protagonistas, la reencarnación de una de las ocho guerreras que vivieron para proteger el Milenio de Plata en su vida pasada. En esos tiempos, cada planeta del Sistema Solar poseía una guerrera Sailor Senshi que lo protegía, y todas estas guerreras se unían para proteger en conjunto a todo el Sistema Solar. A su vez, las guerreras se subordinaban a la autoridad de la dinastía real del Milenio de Plata, es decir la familia real de la Luna, quienes eran los guardianes más abnegados y poderosos de todo el Sistema. En su vida anterior como Sailor Venus, Minako vivía en el Milenio de Plata junto a sus compañeras, las otras guerreras. En algunas versiones se cuenta que Sailor Venus era, a su vez, la líder de las cuatro Sailor Senshi que protegían a la joven heredera al trono del Milenio de Plata, la princesa Serenity del Reino de la Luna. Una vez que este reino fue destruido, ella fue una de las que renacieron en la Tierra del siglo XX junto con la princesa de la Luna y su corte. Cuando renace en el planeta Tierra en el siglo XX, Sailor Venus continúa su labor como una de las Sailor Senshi del Sistema Solar Interno al combatir el mal y proteger a la reencarnación de la Princesa Serenity, la protagonista Usagi Tsukino también conocida como "Sailor Moon".
En el manga de Codename: Sailor V, asimismo, se cuenta que la antigua Sailor Venus del primer Milenio de Plata fue amada por Adonis (el futuro "Kaitou Ace"), un soldado raso en su ejército que más tarde estuvo bajo el mando de Endymion y sus cuatro guardianes, los Shitennō. Sin embargo, su existencia pasó desapercibida para ella, por lo cual él más tarde terminó por seguir a los Shitennō para unirse también al Reino Oscuro, y en el siglo XX se convirtió en un villano de la Dark Agency, tras volver a nacer.
Por otra parte, solo en el volumen 1 de la serie de libros Bishōjo senshi sērāmūn gengashū ("Colección de imágenes originales de Sailor Moon") la creadora Naoko Takeuchi la dibujó una vez en brazos de Kunzite, el líder de los Shitennō. Takeuchi expresó el deseo de explorar la posibilidad de tal relación; en consecuencia, a diferencia de las otras tres parejas de personajes en la imagen (compuestas por Sailor Mercury y Zoisite, por Sailor Mars y Jadeite y por Sailor Júpiter y Neflyte, respectivamente), en el caso de Venus y Kunzite, la posibilidad de una mutua atracción amorosa sí se ve sugerida dentro de la obra original. En el último capítulo de Codename: Sailor V, se muestra una escena de su vida anterior, en la cual una ruborizada Sailor Venus miraba apasionadamente a Kunzite, mientras que en un flashback del manga de Sailor Moon (vol. 3 cap. 13), se muestra otra escena similar en la que, tras haber discutido con la princesa Serenity sobre el significado del amor, la antigua Sailor Venus recuerda una ocasión en que se sonrojó intensamente al hablar con Kunzite. En Sailor Moon Crystal, en los musicales y en el videojuego Sailor Moon: Another story, asimismo, se dijo que los dos estaban enamorados en los tiempos del Reino de la Luna. Esta relación es muy popular entre los fanes de la serie, al grado de que se han escrito numerosas historias de fanfiction acerca de ellos.

#### En la historia deSailor Moon
Sailor Venus resulta ser la líder de iure de las cuatro Sailor Senshi justicieras que asisten a Sailor Moon a partir de la primera temporada (Sailor Mercury, Mars y Jupiter, además de la propia Venus), quienes resultan ser las cuatro guardianas de la princesa heredera de la Luna y el Milenio de Plata. A su vez, está bajo el liderazgo (a veces torpe) de la actual reencarnación de la princesa, Sailor Moon (excepto en aquellas instancias en que hacen una especie de "intercambio de roles" para proteger a esta última).

Dibujo simplificado del disfraz de Sailor Venus

En la segunda mitad de la primera temporada, luego de que el Reino Oscuro logra secuestrar y controlar a Tuxedo Mask, Minako adquiere también un rol especial; como una de las Sailor Senshi del Sistema Solar Interno que más trata de reconfortar y "guiar" a Usagi. En las tramas de Crystal y el manga, asimismo, es ella quien toma a su cargo el cuidado de una misteriosa espada mágica que les ha dejado la madre de la princesa, la Reina Serenity, para derrotar al enemigo. En el desenlace original del manga, tras usar dicha arma para rescatar a Sailor Moon (hiriendo mortalmente a la reina Beryl), Sailor Venus nota que la espada ha recuperado sus antiguos poderes, dejando de ser una hoja de piedra para transformarse en una espada hecha de Cristal de Plata. Finalmente, como Sailor Moon cae desfallecida tras detener a Metalia para salvar a Tuxedo Mask, Sailor Venus y las demás guardianas eligen sacrificar temporalmente sus propios poderes para invocar el máximo poder oculto de la espada, con lo cual logran revivir a la protagonista. Esto último tuvo un desarrollo parecido, también, en el primer anime; donde, luego de que Sailor Venus, Sailor Mercury, Mars y Júpiter se sacrifican para proteger a Sailor Moon de las últimas secuaces del Reino Oscuro, las DD Girls, sus espíritus regresan para ayudar a su princesa a derrotar definitivamente a Metalia y a Beryl, tras lo cual las cinco son revividas por el Cristal de Plata una vez que Sailor Moon muere.
Después de la desaparición de estos villanos, posteriormente, en las versiones de manga y de anime Minako continúa transformándose para luchar como Sailor Venus, en la segunda temporada; aunque esta vez contra un nuevo grupo de antagonistas, el grupo "Black Moon". Es entonces cuando, al igual que sus compañeras, conoce a Chibiusa y a Sailor Pluto, y acaba por viajar por el tiempo al siglo 30, donde junto con a Sailor Moon logra salvar a la Tierra del futuro de los planes de este malévolo grupo. Por otra parte, descubre que en el siglo XXX Usagi (es decir, Sailor Moon) como la reencarnación de la antigua Princesa Serenity de la Luna, ascenderá al trono de un nuevo reino del Milenio de Plata, con el nombre de Neo Reina Serenity, y vivirá junto a Sailor Mercury, Sailor Mars, Sailor Júpiter y Sailor Venus en un lugar llamado Tokio de Cristal.
Luego de eso, en la tercera temporada, Sailor Venus y las otras guerreras conocen a Sailor Uranus, Sailor Neptune y Sailor Saturn (quienes junto a Sailor Pluto forman el equipo de las Sailor Senshi del Sistema Solar Externo), con las cuales ayudan a Sailor Moon a vencer, consecutivamente, a otros tres bandos de enemigos; entre los cuales están los Death Busters y sus sirvientes, las Brujas 5; así como el Circo Dead Moon y las Sailor Animamates junto a su líder, Sailor Galaxia. El personaje de Minako o Sailor Venus entonces muere temporalmente, junto con otras de las justicieras, a manos de los últimos adversarios de la serie; pero finalmente ella y las demás son resucitadas por medio del poder de sus semillas estelares o cristales sailor.  La serie termina con la derrota del imperio de Sailor Galaxia (Shadow Galactica), luego de la cual Sailor Venus y las demás son finalmente libres de continuar con sus vidas tranquilamente.

### Princesa Venus
"Princesa Venus" (プリンセスヴィーナス Purinsesu vu~īnasu?) es nombre con el que se designa a Sailor Venus como princesa de su planeta de origen. Como princesa de Venus, Sailor Venus posee un castillo en la órbita de su planeta, el castillo Magellan (マゼラン・キャッスル Mazeran kyassuru?, gairaigo del inglés "Magellan Castle"), y un vestido de princesa, de color amarillo, con el cual aparece brevemente en la cuarta temporada del manga original, así como en imágenes complementarias.

#### Princesa Sailor Venus
La "Princesa Sailor Venus de la Luna" (つきの プリンセスセーラーヴィーナス tsuki no purinsesu seera viinasu?,  a veces llamada también simplemente "Princesa Venus") es una falsa identidad de Minako Aino (Sailor Venus), la cual es creada y simulada por ella deliberadamente, al momento de unirse por primera vez al equipo de Sailor Moon y los suyos, con el único fin de confundir y distraer a los miembros del Reino Oscuro; villanos que tratan de acechar a Sailor Moon y a las otras Sailor Senshi. Esta forma aparece en los actos 7 y 8 de las respectivas primeras temporadas del manga y de la serie animada Sailor Moon Crystal; así como en los episodios 12 al 26 de la única temporada de la serie de acción real, aunque solo recibe este nombre de manera oficial en esta última (titulada Pretty Guardian Sailor Moon). En estas versiones, Minako se ve obligada a mentir, haciéndose pasar brevemente por la princesa de la luna, para proteger a Sailor Moon y despistar a los enemigos; pero sin poder decirle nada de esto a la propia Sailor Moon ni a las otras Sailor Senshi del Sistema Solar Interno. Por esta razón, al presentarse por primera vez ante ellas, el traje de Sailor Venus se muestra ligeramente diferente de lo usual; como parte de su disfraz como "la doble de la princesa". En consecuencia, al comienzo de su aparición en el manga y en Sailor Moon Crystal, ella misma es al principio llamada "princesa de la luna", reteniendo el símbolo de la luna creciente en la frente (el cual ya tenía en su uniforme como "Sailor V"), y no utiliza el nombre de "Sailor Venus" sino hasta después de que Sailor Moon ya ha sido descubierta como la princesa real. En Pretty Guardian Sailor Moon, en cambio, otros personajes se refieren a ella en esta forma como la "Princesa Sailor Venus"; mientras que Sailor Venus lleva, además del falso símbolo de la luna creciente, una especie de corona con un falso Cristal de Plata (en lugar de la típica y sencilla tiara que usan todas las Sailor Senshi del Sistema Solar), para engañar aún más al Reino Oscuro. Esta última desaparece después de que la gema es revelada como falsa, y en las tres versiones el símbolo lunar en la frente de Sailor Venus es mágicamente suplantado por la tradicional tiara cuando Sailor Moon (Usagi) inesperadamente recupera la memoria de su vida previa. En la serie animada de los años 90, en cambio, Sailor Venus solo es presentada simplemente, y desde el principio, como otra Sailor Senshi más del equipo; sin desempeñar entonces ninguna función especial (similar a la que asume en las otras adaptaciones) con respecto a la princesa de las Sailor Senshi.

### Sailor V
Sailor V (セーラー V  Sera V?) es una forma previa de "nombre clave" de Minako Aino, la cual utilizó temporalmente antes de adoptar el alias de Sailor Venus. Caracterizada como una "guerrera de la Justicia" (正義の戦士 Seigi no senshi?) y como una "una bella justiciera con traje de marinero" (セーラー服 美人戦士 sērā-fuku bijin senshi?), ésta protagonizó la precuela de la serie, Codename: Sailor V, antes de aparecer en la historia de Sailor Moon, hacia la segunda mitad de la primera temporada. Según se cuenta en las distintas versiones de la obra, Minako se convirtió por primera vez en "Sailor V" a instancias del gato Artemis, su inseparable compañero; tras lo cual ella utilizó este disfraz durante el período de tiempo en que debió combatir el mal por su cuenta, antes de su reunión con Sailor Moon y con las otras Sailor Senshi del Sistema Solar Interno. En los primeros capítulos de la trama de Sailor Moon, en consecuencia, se hacen reiteradas referencias a Sailor V como una misteriosa justiciera enmascarada que ha alcanzado ya la fama de una celebridad, y de la cual la propia "Sailor Moon", Usagi Tsukino, es una gran admiradora. Más adelante, tras conocerse que Minako (o Sailor V) es la reencarnación de una de las antiguas guerreras del primer Milenio de Plata, ella finalmente decide adoptar como "alter ego de combate" nuevamente, en el siglo XX, su nombre e identidad como líder de las Sailor Senshi del Sistema Solar Interno (Sailor Venus); mismos que tenía en su vida pasada. 

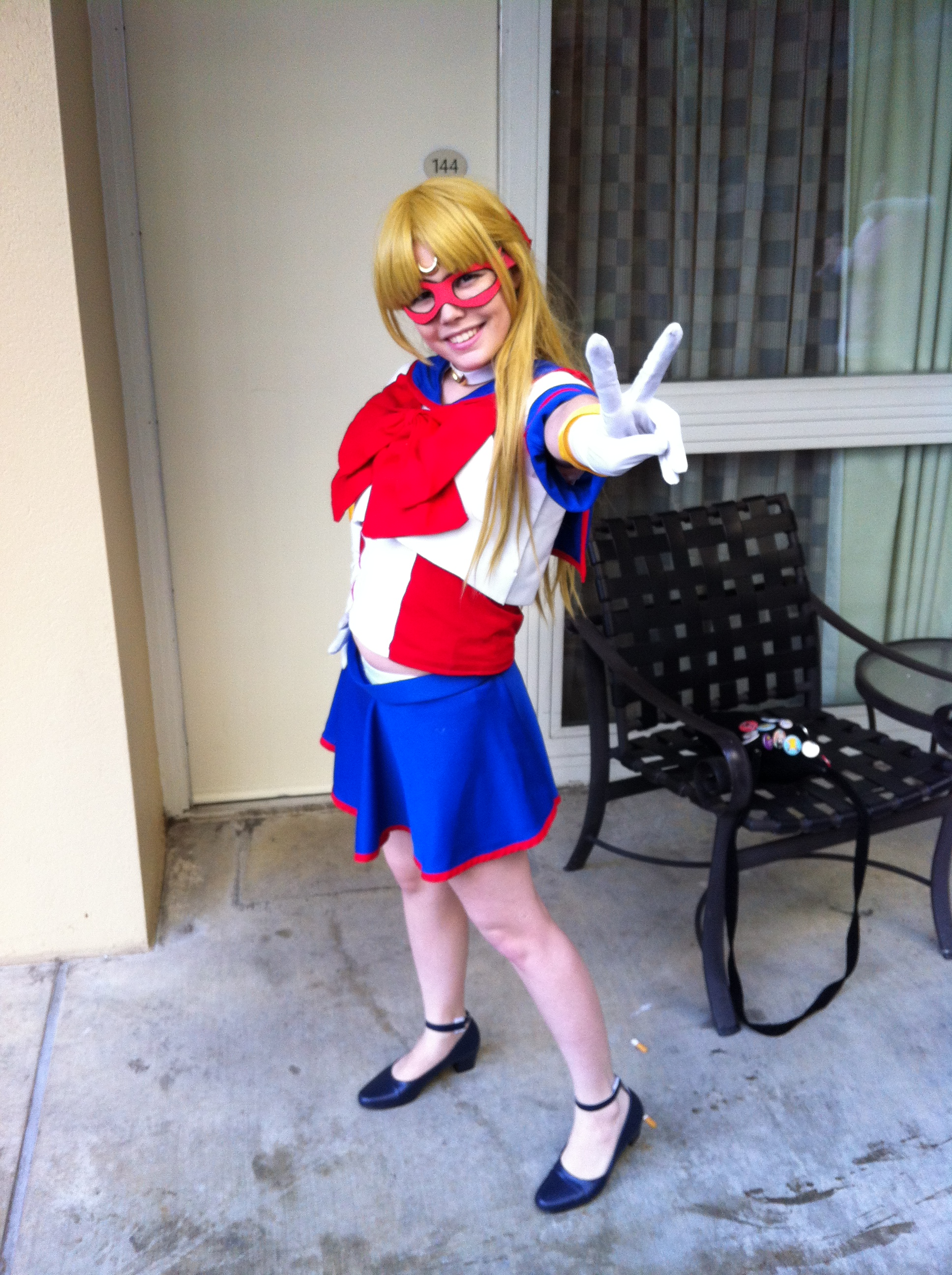
Cosplayer estadounidense interpretando a Sailor V

En algunas versiones se establece, sin embargo, que el verdadero propósito de su disfraz como "Sailor V" había sido el de crear una distracción para confundir a los enemigos, haciéndoles creer que ella era la perdida princesa heredera del reino de la luna y dueña del Cristal de Plata; mientras que ella, entretanto, se dedicaba a buscar a la real. Con este objetivo, el personaje llevaba un uniforme muy diferente al de Sailor Venus, con una pollera azul (en lugar de anaranjada) y una vistosa máscara roja, además de accesorios y técnicas de ataque que incorporaban siempre el motivo de la luna creciente. Una vez que las Sailor Senshi del Sistema Solar Interno encuentran a la verdadera princesa de la luna, en última instancia, Minako abandona el disfraz de "Sailor V" para adoptar definitivamente el alias de "Sailor Venus", tras lo cual solo en contadas ocasiones vuelven a aparecer referencias a Sailor V en el resto de la trama (a excepción de en recuentos del pasado y a través de flashbacks) y en el manga ella únicamente vuelve a usar su viejo alias en dos ocasiones.
Debido a que la creación del personaje de Sailor V fue anterior a la de la serie de Sailor Moon, algunos aspectos del personaje parecen algo incompatibles en comparación con los de otras Sailor Senshi. Por ejemplo, sus ataques mágicos no siguen estrictamente el patrón de asociación con sus rasgos astrológicos  elementales: aunque el planeta Venus se asocia típicamente con el metal en la astrología china, los ataques de Sailor V (al igual que en la precuela) están en su mayoría relacionados con la luz y el amor. La incorporación del "elemento de amor" viene de la diosa romana Venus, mientras que la asociación con la luz se deriva de la astronomía, donde el planeta Venus es el objeto más brillante visible en el cielo.
Los colores más destacados del sailor fuku de Sailor V son el azul (en su pollera) y el rojo (que está presente en el moño de su pecho, en las anchas rayas laterales de su camisa y sus mangas blancas, y también en su antifaz y en el moño de su cabello). A diferencia de como ocurre con su traje de "Sailor Venus", aquí ella lleva una camisa en lugar de un leotardo blanco, así como su máscara de color rojo característica. Algunos de los detalles varían de una versión a otra; como por ejemplo en el primer anime, donde (a diferencia de su apariencia en el manga y en la serie de acción en vivo) su camisa no tenía mangas y el borde de sus guantes iba rematado de anillos. El primer anime también agregaba una segunda capa a los protectores de sus hombros, omitía la marca de la luna creciente en la frente, y agregaba una segunda raya roja en los bordes de su cuello de uniforme de marinero. En la serie de acción real, se cambió el color del moño sobre el pecho de Sailor V a un tono rosa oscuro (similar al de las partes rojas del traje que tenía Sailor Moon), pero su máscara y el moño del pelo siguieron siendo del rojo original.

## Poderes especiales y objetos

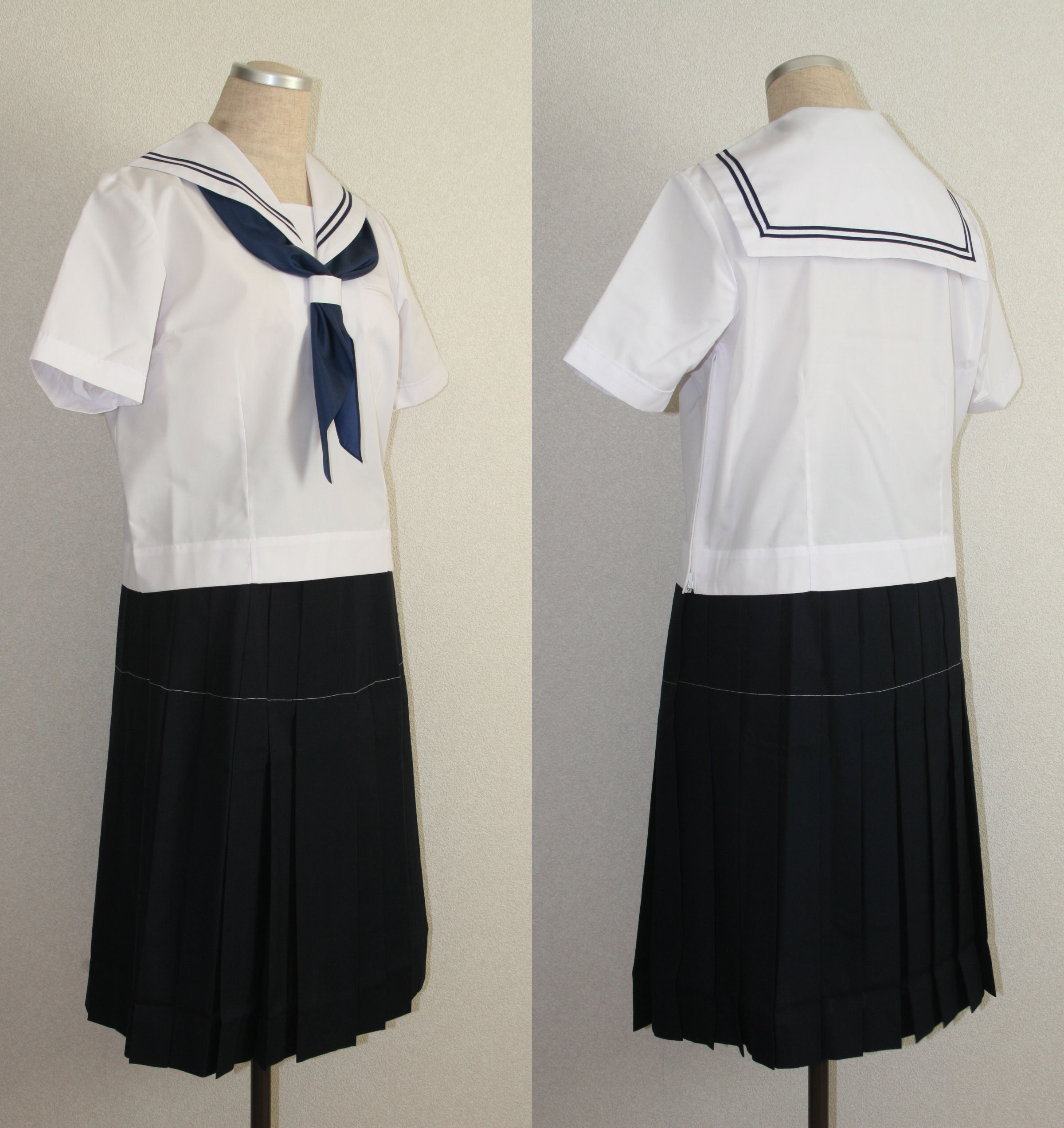
El estilo de uniforme Sailor Fuku (imagen) fue la principal inspiración para Naoko Takeuchi para crear los trajes de Sailor Senshi

Minako, como las otras Sailor Senshi, debe transformarse "mágicamente" con el fin de tener acceso a sus poderes especiales. Para transformarse en Sailor Venus, primero tiene que utilizar un dispositivo especial (pluma, pulsera, varita, o cristal) y decir una frase especial (la cual originalmente fue: "Por el poder de venus, transformación!"). A medida que se vuelve más poderosa, obtiene nuevas transformaciones con nuevos dispositivos, con lo cual cambia la frase para evocar el poder de Venus (ya sea tomándolo como una estrella o como un planeta) o bien para evocarlo por medio del poder de su cristal sailor. En el anime, cada vez que Sailor Venus se vuelve más poderosa, su secuencia de transformación cambia para reflejar esto. Con cada evolución, se actualizan las imágenes o bien para cambiar el fondo, o para acomodar cambios en su uniforme o un dispositivo de la nueva transformación; aunque casi todas las animaciones de su transformación siempre incluyen la misma especie de cinta de gimnasia rítmica acompañada de estrellas, que rápidamente avanza para cubrir todo su cuerpo, antes de tomar la forma de su uniforme.
Las transformaciones de Minako en "Sailor V" no se muestran tan claramente en el manga de Codename: Sailor V.  Aunque su verdadera identidad como Sailor Venus tiene prioridad por encima de su apariencia temporal de Sailor V, en su propio manga ella utiliza una serie de poderes exclusivos de esta identidad. Por ejemplo, para transformarse levanta la pluma de transformación y dice la frase Moon Power Transform ("Poder lunar, transformación"). Estas palabras asociadas con la luna complementan la misma temática presente en los accesorios del disfraz y en su principal arma de combate, el compacto o polvera en forma de luna creciente. Este es su accesorio más importante, el cual debe recargarse cada noche con la luz lunar (como una especie de batería recargable) para obtener energía para su ataque principal, el Crescent Beam (un haz de luz que golpea los enemigos), aunque también lo puede utilizar como un arma arrojadiza (al grito de Crescent Boomerang). Sailor V también cuenta con numerosos ataques llamados en honor a su "verdadero" planeta guardián, Venus, al igual que con varias técnicas de combate cuerpo a cuerpo. La pluma de Sailor V, por su parte, tiene una antena extensible para ponerse en contacto con el "Boss" o "Jefe" (un personaje misterioso que la instruye en sus misiones), y si la usa para escribir sus deberes o exámenes en el colegio, esta siempre escribirá lo correcto. Más tarde, en el manga de Sailor Moon, ella inicialmente se sirve del mismo bolígrafo y la polvera para transformarse y luchar como Sailor Venus. En la serie en imagen real, por otra parte, tiene un objeto vagamente similar a la polvera (llamado "Crescent Moon Cutter") y puede guardar su uniforme en una maleta, a pesar de que sigue utilizando una especie de hechizo mágico cada vez que debe transformarse "instantáneamente" en Sailor V (como por ejemplo, mientras está corriendo por la calle).
Varias de las primeras técnicas de ataque de Sailor Venus, asimismo, están relacionadas con las temáticas de la luz o el amor. Sin embargo, aunque en casi todas las versiones de Sailor Moon su primer ataque como "Sailor Venus" sigue siendo o bien el de Crescent Beam ("Rayo creciente") o el de Crescent Boomerang ("Bumerán Creciente"), dos de los principales que tenía como "Sailor V", solo en la adaptación del anime de los años 90 ella es capaz de realizar el primero sin el uso de la antigua polvera de Sailor V, ni de ningún otro accesorio. Un ataque muy similar a este, llamado Venus Beam ("Rayo de Venus"), se realiza de manera similar en la serie de acción en vivo, sin necesidad de utilizar un artículo o alguna frase especial. Más tarde, su primer ataque en aparecer de manera consistente a través de las diferentes adaptaciones es Venus Love-me Chain ("Cadena de amor de Venus"); que en algunas versiones de la obra (como en el manga, en Crystal y en la serie de acción en vivo) involucra el uso de la cadena que Sailor Venus lleva alrededor de la cintura (a diferencia de como ocurre en el primer anime). Posteriormente, aunque en algunas versiones ella ocasionalmente se sirve de un ataque alternativo a Venus Love-Me Chain, llamado Rolling Heart Vibration ("Corazón Giratorio de Venus"), la anterior cadena sigue siendo parte de sus principales técnicas de ataque por el resto de la segunda y tercera temporadas, así como también en parte de la cuarta. La razón de esto es que la misma puede emplearse en diferentes formas; como por ejemplo, en el ataque Venus Wink Chain Sword ("Espada encadenada de Venus"), o en la técnica Hissatsu Love-me Moon Chain ("Cadena de amor de Sailor Moon"), de cuando se disfraza como "Sailor Moon" para engañar al enemigo, en el primer anime. Si bien los eslabones de la cadena son al principio redondos en las otras versiones, en el anime de los años 90 siempre tienen forma de corazón.
Finalmente, cuando obtiene su primera forma más poderosa como Sailor Senshi (llamada "Super Sailor Venus" en algunas versiones), ella adquiere un nuevo ataque llamado Venus Love and Beauty Shock, el cual aparece también en la siguiente temporada y resulta ser su ataque más poderoso en toda la serie. En el manga y en Pretty Guardian Sailor Moon Eternal, ella también gana el Cristal de Venus, el cual es su cristal sailor y la fuente de todo su poder. En cambio, en la primera y única temporada de la serie de acción en vivo (donde Sailor Venus solo se enfrenta a un único grupo de enemigos: el Dark Kingdom) ella usa una combinación de algunos de estos ataques y otros totalmente inéditos. Más adelante, Sailor Venus se vuelve más poderosa tras aprender a manipular un arma previamente recibida de Artemis y llamada Sailor Star Tambourine: un tipo de pandereta elaborada en forma de estrella, con la cual puede lanzar ataques de energía más poderosos. Una vez que despierta su "verdadero" poder como Sailor Senshi, por otra parte, adquiere la técnica de Rolling Heart Vibration, que aquí actúa disparando corazones multicolores a su adversario. Hacia el final de la historia, su Sailor Star Tambourine se transforma en una daga de combate. Sin embargo, como esta última aparece durante la ausencia de Sailor Venus solo es utilizada al principio por una de sus compañeras (y su más fiel amiga en esta versión de la obra), Sailor Mars; tras lo cual la propia Sailor Venus sólo llega a utilizarla una vez, en el episodio extra titulado Special Act.

### Objetos de Minako
- Pluma transformadora: (recibida de Artemis) la utiliza para convertirse primero en Sailor V y más adelante en Sailor Venus; a medida que ella va obteniendo transformaciones más poderosas, su pluma es reemplazada por una más poderosa, como el Bastón de Poder Estelar y luego su Cristal de Venus (solo en el manga) que en el animé es reemplazado por la Varita de Transformación de Cristal que le entrega Helios.
- Cadena de Amor de Venus:, la utiliza para realizar el ataque del mismo nombre.
- Solo en la versión del manga.
  - Polvera de la Luna Cresciente: (utilizada para algunos de sus ataques y para adoptar disfraces desde que era Sailor V).
  - Espada de la Luna: (Está hecha de Cristal de Plata; es la espada que protege a la Princesa de la Luna y que pertenece a la líder de entre sus guardianas, Sailor Venus).
  - Látigo de Amor de Venus: (En la versión del manga, lo obtiene durante la Saga del Circo de Death Moon y lo utiliza para realizar su ataque Beso de Amor y Belleza de Venus).

### Transformaciones
Para transformarse en Sailor Venus, sus frases varían a lo largo de las 5 temporadas del anime y de toda la historia durante el manga:
| Sailor Venus                  |                                            |                                   |                                                              |
| Original                      | Traducción                                 | Traducción España                 | Traducción México                                            |
| Venus Power, Make Up!         | Poder de Venus, Transformación             | ¡Planeta Venus, dame el poder!    | ¡Por el poder de Venus!                                      |
| Venus Star Power, Make Up!    | Poder Estelar de Venus, Transformación     | ¡Planeta Venus, dame el poder!    | ¡Por el poder estelar de Venus, Transformación!              |
| Venus Planet Power, Make Up!  | Poder del Planeta Venus, Transformación    | ¡Poder de Venus!                  | ¡Por el Poder del Planeta Venus, Transformación!             |
| Venus Crystal Power, Make Up! | Poder del Cristal de Venus, Transformación | ¡Cristal de Venus, dame el poder! | ¡Por el Poder del Cristal del Planeta Venus, Transformación! |

### Técnicas de Ataque
| Sailor Venus                |                                      | |                                                                         |
| Ataque Original             | Traducción                           | Traducción España | Traducción México                                                       |
| Crescent Boomerang          | Bumerán Creciente                    | | Bumerán Creciente                                                       |
| Crescent Beam               | Rayo Creciente                       | Fulgor Creciente | Rayo Creciente De Venus, Fulmina                                        |
| Crescent Beam Shower        | Llovizna de rayo creciente           | Fulgor Creciente | Cascada De Venus, Fulmina                                               |
| Rolling Heart Vibration     | Giro Vibrante de Corazón             | ¡Corazón de amor, vibra en seguida! (manga) | Corazón Giratorio de Venus                                              |
| Venus Love Me Chain         | Mi cadena de amor de Venus           | Cadena de amor al ataque | Cadena De Amor De Venus                                                 |
| Venus Wink Chain Sword      | Espada de la Cadena Encanto de Venus | Cadena de Venus (manga) | Espada Encadenada De Venus                                              |
| Venus Love and Beauty Shock | Choque de Amor y Belleza de Venus    | Venus! Beso Fulminante (Sailor Moon Super S) Venus! Beso de Amor (Sailor Moon Stars) ¡Venus, Conmoción de Amor y Belleza! (Sailor Moon Eternal) | Beso De Amor Y Belleza De Venus Golpe de Amor y Belleza de Venus(manga) |

## Recepción e influencia
Las encuestas oficiales de Sailor Moon de popularidad de sus personajes ubican a Minako Aino, Sailor V y Sailor Venus como entidades separadas. En 1992, los lectores calificaron a Sailor Venus como el segundo personaje más popular, a Minako en el décimo y a Sailor V en el noveno, fuera de treinta y ocho opciones. Un año más tarde, ahora con opciones de cincuenta personajes, Minako fue el quinto personaje más popular, Sailor Venus fue séptimo, y Sailor V fue décimo. En 1994, con cincuenta y un opciones, Sailor Venus era el duodécimo personaje más popular , Minako fue el décimo cuarto, y Sailor V fue el décimo noveno personaje más popular. A principios de 1996 , con cincuenta y una opciones, Sailor Venus era decimoséptimo el personaje más popular , Minako volvió a ser el decimocuarto más popular, y Sailor V ya no figuraba en la lista.
Minako ha tenido sus poderes de Sailor Senshi por más tiempo en la serie, y debido a esto, Jennifer Brown sugiere que su sentido de autoestima está más relacionada con su confianza en sus poderes.
También existen juegos para PC referidos al personaje, por ejemplo en uno de PC en donde ella hace de Sailor V y tiene que derrotar a muchos enemigos, por otro lado existe un simulador de citas en el cual el objetivo del jugador es ganar el amor de Minako por medio de invitaciones a citas, dándole regalos o jugar minijuegos con ellas, si se consigue recibirá una carta de amor de Minako correspondiendo sus sentimiento.

## Actrices
- En el anime, la Seiyu de Minako es Rika Fukami (en la versión Sailor Moon Crystal la interpreta Shizuka Itō) ,[196] mientras que en el doblaje en el idioma inglés, las voz de Minako es de Stephanie Morgenstern (en la primera y segunda temporadas, así también en las películas) y Emilie-Claire Barlow (en la tercera y cuarta temporada).[197][198] Para el redoblaje inglés del anime producido por Viz Media, Minako pasa a ser doblado por la actriz Cherami Leigh, quien además retoma a su personaje en Sailor Moon Crystal.

- En musicales de teatro , Minako ha sido interpretada por once actrices diferentes: Nana Suzuki, Sakae Yamashita (" Yume Senshi - Ai - Eien Ni " en la banda sonora solamente), soja Chizuru, Nakaya Kanatsu, Miyazawa Akiko, Otani Miyu, Nao Inada, Yuki Nakamura, Ayumi Murata , Watanabe Mizuki y Momoko Shibuya.[199]

- En España ha sido doblada por Beatriz Acaso y por Raquel Martín en la quinta temporada, esto debido al cambio de compañías de doblaje,[200]

- Por otro lado en América Latina ha sido doblada por la mexicana María Fernanda Morales (tanto el anime de los 90's como la versión Crystal),[201] a quien cuando se le preguntó qué fue lo que más le gustó de su personaje ella contestó:

«Creo que Sailor Venus es un personaje sumamente importante dentro de la historia de Sailor Moon, pues de una forma o de otra, es una Sailor Scout que viene a revelar muchos misterios sobre las vidas pasadas del resto de las chicas. Es una joven independiente, muy soñadora, algo distraída, pero sabe ser amiga y creo que es alguien en quien se puede confiar. Me gustó mucho este personaje, sobre todo porque demuestra que las chicas también somos valientes y emprendedoras».

- En la serie en imagen real de Sailor Moon, Minako es interpretada por Ayaka Komatsu.[203]